# Wohlfahrtsschlag
Wohlfahrtsschlag ist eine Ortschaft und eine Katastralgemeinde der Gemeinde St. Anton an der Jeßnitz im Bezirk Scheibbs in Niederösterreich.
Die Streusiedlung befindet sich südlich des Statzberges 948 m ü. A. und besteht aus zahlreichen Gehöften in Einzellage und aus den Ortsteilen Vorderer Schlagerboden und Winterbach, die ebenfalls  Streusiedlungen sind.

## Geschichte
Laut Adressbuch von Österreich waren im Jahr 1938 in Wohlfahrtsschlag ein Fuhrwerker, ein Gastwirt, ein Hotel und zahllose Landwirte ansässig.

## Siedlungsentwicklung
Zum Jahreswechsel 1979/1980 befanden sich in der Katastralgemeinde Wohlfahrtsschlag insgesamt 95 Bauflächen mit 38.614 m² und 56 Gärten auf 197.736 m², 1989/1990 gab es 94 Bauflächen. 1999/2000 war die Zahl der Bauflächen auf 164 angewachsen und 2009/2010 bestanden 121 Gebäude auf 165 Bauflächen.

## Bodennutzung
Die Katastralgemeinde ist landwirtschaftlich geprägt. 725 Hektar wurden zum Jahreswechsel 1979/1980 landwirtschaftlich genutzt und 455 Hektar waren forstwirtschaftlich geführte Waldflächen. 1999/2000 wurde auf 684 Hektar Landwirtschaft betrieben und 507 Hektar waren als forstwirtschaftlich genutzte Flächen ausgewiesen. Ende 2018 waren 684 Hektar als landwirtschaftliche Flächen genutzt und Forstwirtschaft wurde auf 502 Hektar betrieben. Die durchschnittliche Bodenklimazahl von Wohlfahrtsschlag beträgt 15,8 (Stand 2010).